# تسوگومی
تسوگومی (انگلیسی: Tsugumi؛ زادهٔ ۲۱ فوریهٔ ۱۹۷۶) یک هنرپیشه و مدل اهل ژاپن است. وی از سال ۱۹۹۷ میلادی تاکنون مشغول فعالیت بوده‌است.